# Alireza Rezaei
Alireza Rezaei (Teherán, Irán, 11 de julio de 1976) es un deportista iraní especialista en lucha libre olímpica donde llegó a ser subcampeón olímpico en Atenas 2004.

## Carrera deportiva
En los Juegos Olímpicos de 2004 celebrados en Atenas ganó la medalla de plata en lucha libre olímpica de pesos de hasta 120 kg, tras el luchador uzbeko Artur Taymazov (oro) y por delante del turco Aydın Polatçı (bronce).